# Didymochlamys whitei
Didymochlamys whitei är en måreväxtart som beskrevs av Joseph Dalton Hooker. Didymochlamys whitei ingår i släktet Didymochlamys och familjen måreväxter. Inga underarter finns listade i Catalogue of Life.